# Giuseppe Crivelli (bobbista)
Giuseppe Crivelli (Milano, 26 agosto 1896 – Sankt Moritz, 18 aprile 1991) è stato un bobbista italiano.

## Biografia
Dal 1926 al 1927 fu segretario generale della Federazione Italiana Sport del Ghiaccio.
Partecipò con la Nazionale di bob dell'Italia alle Olimpiadi di Sankt Moritz 1928, giungendo al 21º posto.
Sposò Isaline Massazza, campionessa di sci e golf.